# سیه‌رخ دماغه
سیه‌رخ دماغه (نام علمی: Batis capensis) نام یک گونه از سرده سیه‌رخ‌ها است.